# Charles Angrand

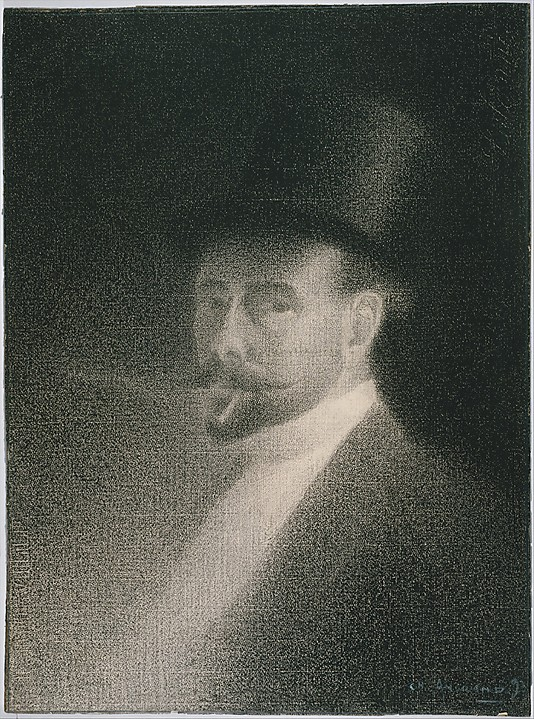
Zelfportret, olieverf op doek, 1892

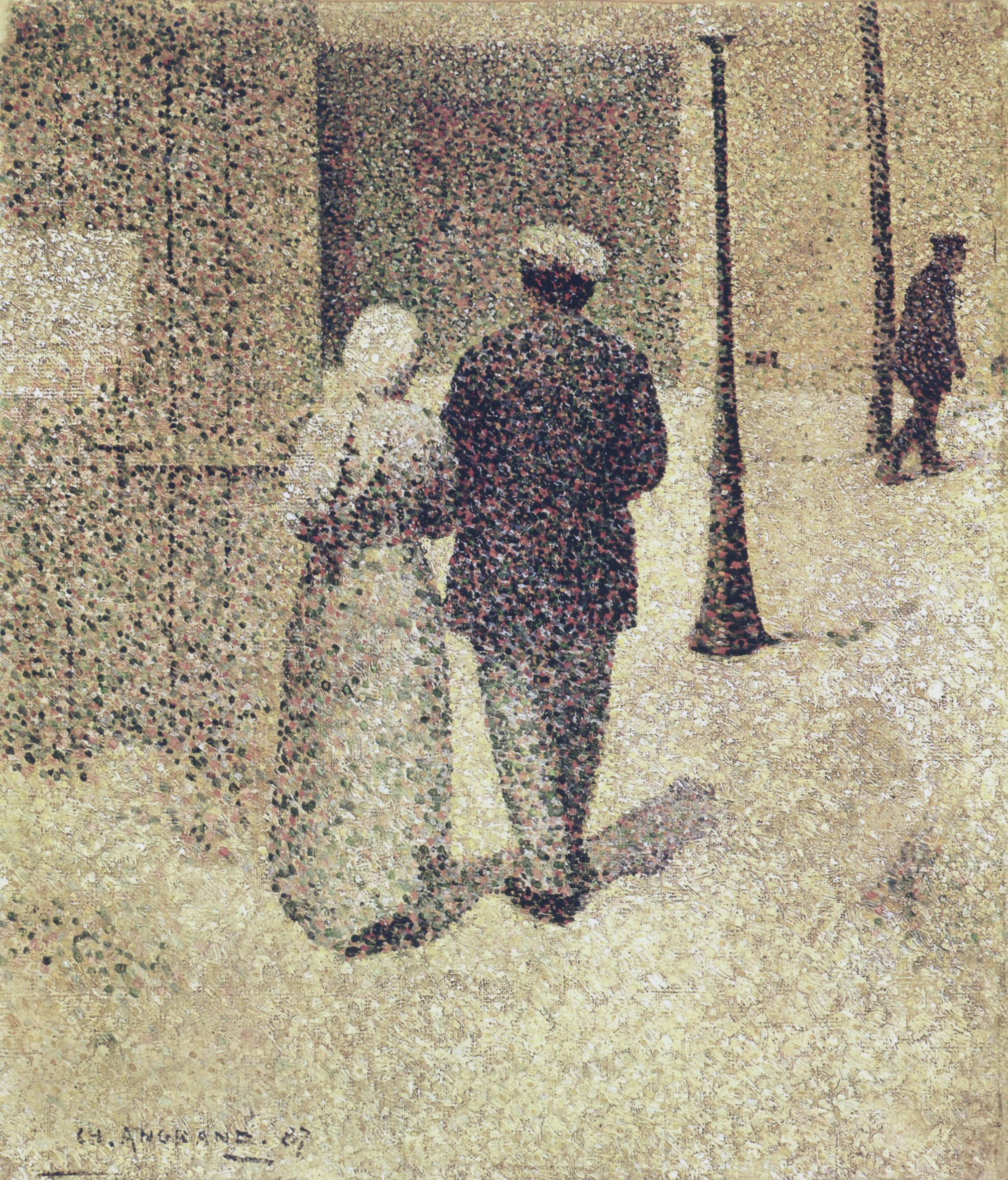
Man en vrouw op straat, 1887, Musee National d'Art Moderne

Charles Theophile Angrand (Criquetot-sur-Ouville (Seine-Maritime), 19 april 1854 - Rouen (Normandië), 1 april 1926) was een Frans neo-impressionistisch kunstschilder, pointillist en anarchist.

## Biografie
Na zijn studie aan de École des Beaux-Arts in Rouen vestigde Angrand zich in 1882 in Parijs. In 1884 was hij een van de oprichters van de Société des artistes indépendants, samen met Georges Seurat, Henri-Edmond Cross en Paul Signac. Hij exposeerde regelmatig in het Salon des Indépendants.
Rond dezelfde tijd verhuisde hij om gezondheidsredenen, naar de Middellandse Zee, en later naar Normandië. Als vriend van Seurat en Signac werd Angrand beïnvloed door het neo-impressionisme en ging zich bekwamen in het pointillisme. Hierdoor maakten sterke contrasten, pure tinten en kleurscheiding onderdeel uit van zijn latere werk. Hij zou uitgroeien tot een bekende vertegenwoordiger van deze techniek. Na zijn dood werd hij begraven op de monumentale begraafplaats van Rouen.
Angrand heeft lesgegeven aan de Lycée Chaptal in Parijs.
Een straat in Mont-Saint-Aignan draagt zijn naam.

### Bron
- (en)  Abcgallery.
- (de)  Zeno.org.
- (en)   Artcyclopedia.

- Bibliothèque nationale de France: cb140403638 (data)
- Gemeinsame Normdatei: 119215616
- International Standard Name Identifier: 0000 0000 8153 5779
- Library of Congress Control Number: n82272945
- Nationale Bibliotheek van Israël: 987007426719105171
- Nederlandse Thesaurus van Auteursnamen: 070234841
- RKD-Nederlands Instituut voor Kunstgeschiedenis: 1900
- SNAC: w6m92974
- Système universitaire de documentation: 072235381
- Union List of Artist Names: 500011822
- Virtual International Authority File: 73893847
- WorldCat: E39PBJfmtCHp4wRR3HJb6y6qcP